# Mautaloh
Mautaloh ist ein osttimoresischer Ort im Suco Bobonaro (Verwaltungsamt Bobonaro, Gemeinde Bobonaro). Das Dorf liegt im Zentrum der Aldeia Lactil auf einem Bergrücken, in einer Meereshöhe von 715 m. Straßen führen nach Nordosten in das Dorf Holital, nach Südosten in das Dorf Tuluata und nach Nordwesten zum Ort Buteri und weiter nach Bobonaro, dem Hauptort des Verwaltungsamtes.